# New Milford (Connecticut)
New Milford è un comune (town) degli Stati Uniti d'America della contea di Litchfield nello Stato del Connecticut. La popolazione era di 28,142 persone al censimento del 2010. Sorge a 14 miglia (23 km) a nord di Danbury, sul fiume Housatonic.
Oltre ad esservi stato ambientato il film La casa dei nostri sogni, New Milford ha ospitato le riprese di molti altri film come ad esempio parte delle scene di Mr. Deeds. Essa è la più grande cittadina dello Stato in termini di superficie terrestre con i suoi 165 km² ed è anche la più veloce cittadina dello Stato in termini di crescita demografica dal 1970.

## Geografia fisica
Secondo lo United States Census Bureau, ha un'area totale di 63,7 mi² (164,98 km²).

## Società

### Evoluzione demografica
Secondo il censimento del 2000, c'erano 27,121 persone.

### Etnie e minoranze straniere
Secondo il censimento del 2000, la composizione etnica della città era formata dal 94,33% di bianchi, l'1,41% di afroamericani, lo 0,15% di nativi americani, l'1,91% di asiatici, lo 0,03% di oceanici, lo 0,68% di altre razze, e l'1,50% di due o più etnie. Ispanici o latinos di qualunque razza erano il 2,77% della popolazione.

### Curiosità
Ogni anno, il 15 aprile, data di nascita di Leonardo da Vinci, la città di New Milford onora i suoi abitanti di origine italiana innalzando di fronte alla town hall, assieme alle bandiere americana e quella cittadina, il vessillo della città di Vinci.